# Киев в миниатюре (парк)
Парк «Киев в миниатюре» — парк миниатюр, расположенный в городе Киеве на территории Гидропарка. В парке площадью 1,8 га выставлены модели архитектурных объектов Киева, выполненные в масштабе 1:33. Ближайшая станция метро — Гидропарк. На 2018 год в парке находилось более 50 мини-макетов.

## Описание
В настоящее время население «мини-Киева» составляет 700 жителей и постоянно растёт. Макеты зданий требуют постоянного ухода (из-за отсутствия навеса) — их постоянно реставрируют.

## История
Парк был открыт 23 июня 2006 года. Идея создания уникального парка возникла ещё в 2000 году. Чтобы построить «Киев в миниатюре», потребовалось 4 года.

## Миниатюры
В парке насчитывается более 50 миниатюр, среди которых можно увидеть Майдан Незалежности и Крещатик, Киевский цирк с Площадью Победы и обелиском городу-герою Киеву, Киевскую телевышку, Золотые ворота, Андреевскую церковь, монумент «Родина-Мать», железнодорожный вокзал Киев-Пассажирский, аэропорт «Борисполь», Арку дружбы народов, Дом органной и камерной музыки, Дом с химерами, Дом Учителя, Киевский университет имени Шевченко, главный корпус Киевского политехнического института, Здание Верховного Совета Украины, Мариинский дворец, Национальный банк Украины, Министерство иностранных дел Украины, Киево-Печерскую лавру, Софийский собор, Михайловский Златоверхий монастырь, а мини-Днепр пересекает пять главных мостов: Северный, Пешеходный, Метро, Патона и Южный.
В парках и скверах мини-Киева расположились памятники наиболее известным деятелям культуры, политики и искусства Украины — основателям Киева: Кию, Щеку, Хориву и Лыбеди, княгине Ольге, Владимиру Великому, Богдану Хмельницкому, в международном аэропорту «Борисполь» приземлились пять самолётов из разных уголков мира.
Экспозиция со временем была дополнена постройками со всей Украины — Одесский оперный театр, Ласточкино гнездо, Алупкинский Воронцовский дворец, горнолыжный курорт Буковель и в 2013 году комплекс переименован в музей «Украина в миниатюре».
- Миниатюра Михайловского Златоверхого монастыря
- Бориспольский аэропорт, Терминал Б
- Андреевская церковь
- Мосты
- На переднем плане Софийский собор и колокольня